# ديك هاوغلاند
محمود عبدالله عبدالقوي سيف(بالإنجليزية: Mahmood Abdullah Abdulqawi Saif) هو مدقف داخلي، ولد في 05 مايو 1994م في محافظة تعز_الحوبان في اليمن .